# Зубровщина
Зубро́вщина (бел. Зуброўшчына) — посёлок в составе Негорельского сельсовета Дзержинского района Минской области Беларуси. Деревня расположена в 22 километрах от Дзержинска, 48 километрах от Минска и 10 километрах от железнодорожного остановочного пункта Энергетик.

## История
С 9 марта 1918 года в составе провозглашённой Белорусской Народной Республики, однако фактически находилась под контролем германской военной администрации. С 1 января 1919 года в составе Советской Социалистической Республики Белоруссия, а с 27 февраля того же года в составе Литовско-Белорусской ССР, летом 1919 года деревня была занята польскими войсками, после подписания рижского мира — в составе Белорусской ССР.
С 20 августа 1924 года — в составе Негорельского сельсовета (в 1932—36-х годах — национального польского) Койдановского (затем Дзержинского) района Минского округа. В 1937—1939 годах — в Минском районе. С 1938 года в составе Минской области. В годы коллективизации организован колхоз, который обслуживала Негорельская МТС. 
В Великую Отечественную войну с 28 июля 1941 года по 7 июля 1944 года деревня была оккупирована немецко-фашистскими захватчиками. В послевоенные годы входила в состав колхоза «Россия». По состоянию на 2009 год, деревня в составе филиала «Логовищанский». Также, вблизи располагался детский оздоровительный лагерь, ныне закрытый и заброшенный.

## Население
| Численность населения (по годам) | Численность населения (по годам) | Численность населения (по годам) | Численность населения (по годам) | Численность населения (по годам) | Численность населения (по годам) | Численность населения (по годам) |
| 1999                             | 2004                             | 2010                             | 2017                             | 2018                             | 2020                             | 2022                             |
| -------------------------------- | -------------------------------- | -------------------------------- | -------------------------------- | -------------------------------- | -------------------------------- | -------------------------------- |
| 10                               | ↘ 8                              | → 8                              | ↘ 3                              | → 3                              | ↘ 2                              | ↘ 1                              |